# ألكسندر غريبايدوف
ألكسندر غريبايدوف (الروسية: Алекса́ндр Серге́евич Грибое́дов) ، من مواليد 15 يناير 1795م، وقتل بتاريخ 11 فبراير سنة 1829م في العاصمة الإيرانية طهران ، وهو دبلوماسي وسفير وكاتب مسرحي وشاعر روسي، عمل سفيرا لروسيا من سنة 1828م إلى سنة 1829م.

## ماذا ورث ؟

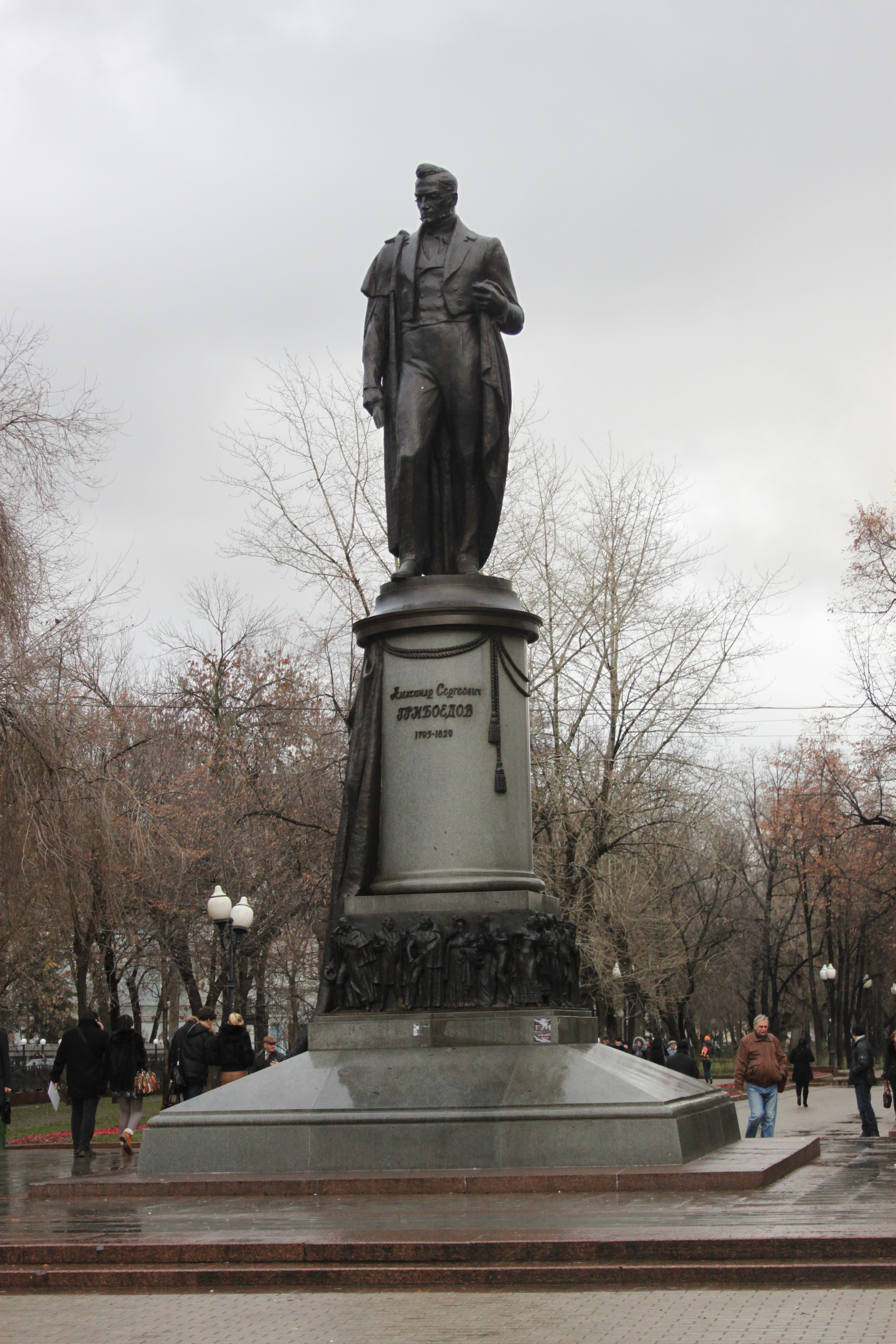
تمثال تذكاري في موسكو

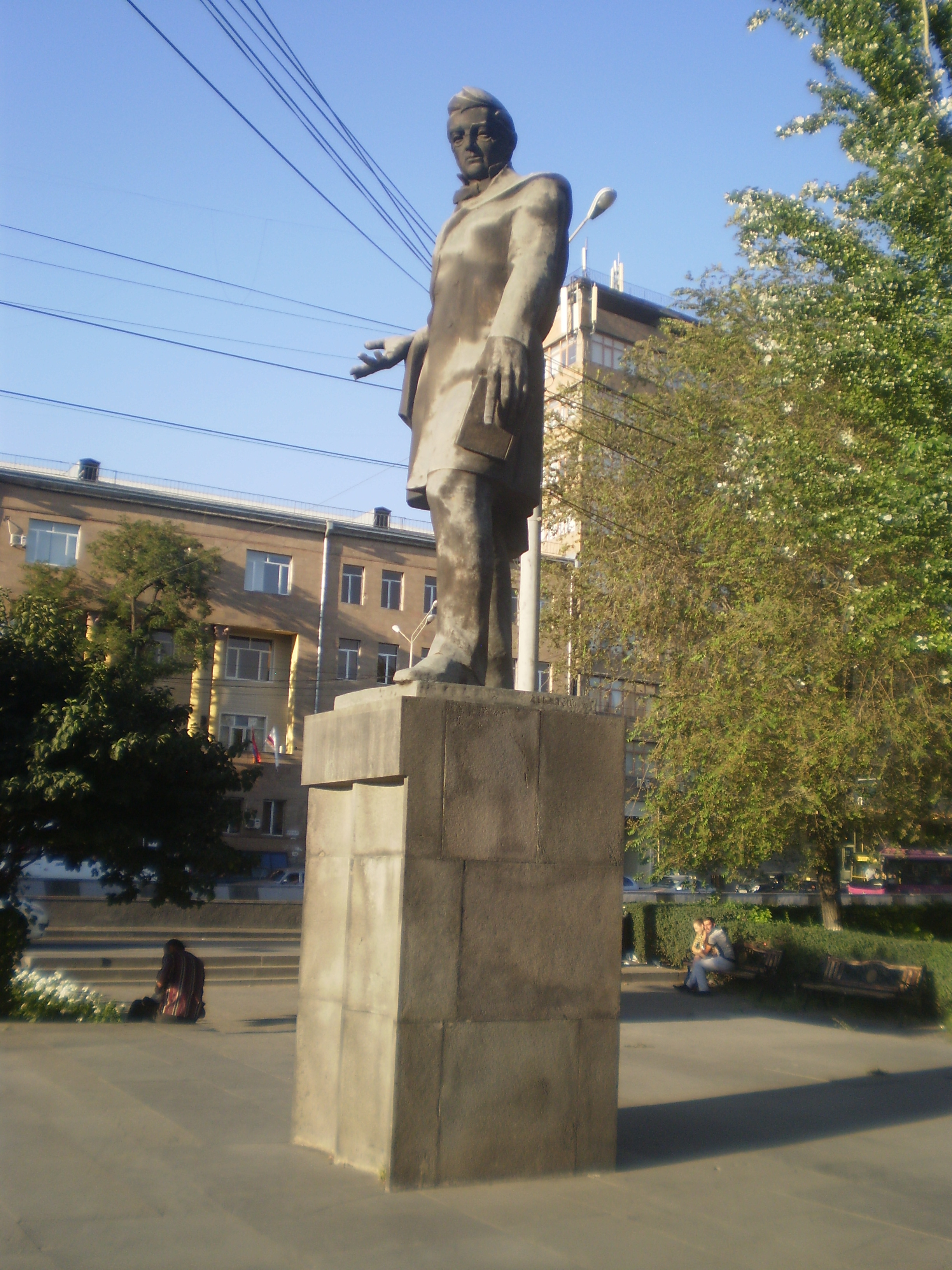
تمثال لغريبايدوف في يريفان في أرمينيا

سميت قناة في مدينة سانت بطرسبرغ باسمه تشريفا له بعدما كانت تسمى قناة كاترين نسبة إلى الملكة كاترين الثانية. هي قناة غريبايدوف.